# Dương Đức Hòa
Dương Đức Hoà (sinh năm 1955) là một tướng lĩnh Quân đội nhân dân Việt Nam, hàm Trung tướng. Ông nguyên là Ủy viên Ban Chấp hành Trung ương Đảng Cộng sản Việt Nam khoá XI, Ủy viên Quân ủy Trung ương, nguyên Tư lệnh Quân khu 2 (2011–2016).

## Thân thế và binh nghiệp
Ông sinh ngày 04 tháng 04 năm 1955, Thị trấn Hưng Hóa, huyện Tam Nông, tỉnh Phú Thọ.
- Nghề nghiệp, chức vụ: Đại biểu Hội đồng nhân dân, Ủy viên Ban Chấp hành Trung ương Đảng Cộng sản Việt Nam khoá XI, Ủy viên Quân ủy Trung ương, Trung tướng, Tư lệnh Quân khu 2
- 2003 - 2007: Tham mưu trưởng Bộ tư lệnh Binh chủng công binh
- 2007 - 2010: Tư lệnh Binh chủng công binh
- 2011- 2016, Tư lệnh Quân khu 2.
- Thiếu tướng (2007), Trung tướng (2011)

## KỶ LUẬT
Theo thông tin của Văn phòng T.Ư Đảng, ngày 28.7, Tổng bí thư, Chủ tịch nước Nguyễn Phú Trọng đã chủ trì cuộc họp của Ban Bí thư để xem xét thi hành kỷ luật một số đảng viên vi phạm theo đề nghị của Ủy ban Kiểm tra T.Ư.
Tại cuộc họp, Ban Bí thư kết luận, trung tướng Dương Đức Hoà, nguyên Ủy viên T.Ư Đảng, nguyên Phó bí thư Đảng uỷ, nguyên Tư lệnh Quân khu 2, Bộ Quốc phòng, trong thời gian giữ cương vị Ủy viên T.Ư Đảng, Phó Bí thư Đảng uỷ, Tư lệnh Quân khu 2 đã vi phạm nguyên tắc tập trung dân chủ, quy chế làm việc của Đảng uỷ Quân khu 2 và vi phạm quy định của pháp luật về quản lý, sử dụng đất quốc phòng.
Theo Ban Bí thư, vi phạm của ông Dương Đức Hoà là nghiêm trọng, ảnh hưởng xấu đến uy tín của tổ chức đảng, của quân đội và cá nhân ông Hòa.
Từ đó, Ban Bí thư quyết định thi hành kỷ luật ông Dương Đức Hoà bằng hình thức khiển trách.